# Paul Behncke
Paul Gustav Behncke (Süsel, 13. kolovoza 1866. -  Berlin, 4. siječnja 1937.) je bio njemački admiral i vojni zapovjednik. Tijekom Prvog svjetskog rata zapovijedao je 3. eskadrom Flote otvorenog mora, te je bio ministar mornarice.

## Vojna karijera
Paul Behncke rođen je 13. kolovoza 1866. u Süselu u pokrajini Schleswig-Holstein. Behncke je kao kadet u mornaricu stupio u travnju 1883. godine nakon čega je služio na fregati SMS Niobe. U travnju 1886. s činom potporučnika služi na fregati SMS Elisabeth, da bi nakon toga dvije godine služio na topovnjači SMS Wolf na Dalekom istoku. Po povratku u Njemačku, nakon kratkog služenja na SMS Brummeru i SMS Bremseu, od listopada 1892. služi na SMS Deutschland. U travnju 1896. Behncke je promaknut u poručnika, da bi nakon toga dvije iduće godine proveo na dodatnoj obuci na Pomorskoj akademiji. Nakon izlaska iz akademije kao topnički časnik služi na oklopnom krstašu SMS Bayern i bojnom brodu SMS Kaiser Wilhelm II. Idućih sedam godina služi u ministarstvu mornarice, da bi nakon toga postao zapovjednikom lake krstarice SMS Falke. Nakon što je u rujnu 1908. promaknut u kapetana, u rujnu 1909. postaje zapovjednikom bojnog broda SMS Wettin, da bi godinu dana nakon toga u rujnu 1910. postao zapovjednikom bojnog broda SMS Westfalen. U listopadu 1911. Behncke postaje načelnikom u Admiralitetu, da bi neposredno pred početak Prvog svjetskog rata bio unaprijeđen u čin kontraadmirala.

## Prvi svjetski rat
Početkom Prvog svjetskog rata Behncke postaje zamjenikom načelnika Admiraliteta. Na navedenoj dužnosti Behncke se nalazio sve do siječnja 1916. kada postaje zapovjednikom 3. eskadre Flote otvorenog mora koju eskadru su činili najmoderniji bojni brodovi njemačke mornarice. Zapovijedajući navedenom eskadrom Behncke sudjeluje u Bitci kod Jyllanda u kojoj je i ranjen. U studenom 1916. Behncke je promaknut u viceadmirala, dok u listopadu 1917. u sklopu operacije Albion sudjeluje u osvajanju otoka Moon u zaljevu Rige. U kolovozu 1918. postaje ministrom mornarice zamijenivši na tom mjestu Eduarda von Capellea. Behncke je dužnost ministra mornarice obavljao do listopada 1918. kada je stavljen na raspolaganje. 

## Poslije rata
Nakon završetka rata Behncke je bio imenovan zapovjednikom Sjevernog pomorskog područja koju dužnost je obavljao do veljače 1919. kada postaje njemački član povjerenstva za demilitarizaciju Aalandskih otoka. U rujnu 1920. je reaktiviran, te postaje zapovjednikom mornarice zamijenivši na tom mjestu Adolfa von Trothu. U studenom 1920. unaprijeđen je u admirala. Dužnost zapovjednika mornarice Behncke je obavljao sve do 1924. godine kada je umirovljen. Behncke i nakon umirovljenja sudjeluje u političkom i društvenom životu Njemačke. Postaje predsjednikom Njemačko-japanskog društva, te je od 1933. predsjednik njemačkih nacionalsocijalista.
Paul Behncke preminuo je 4. siječnja 1937. godine u 71. godini života u Berlinu.

## Vanjske poveznice
(eng.) Paul Behncke na stranici Prussianmachine.com

(njem.) Paul Behncke na stranici Deutsche-biographie.de